# (200002) Hehe
(200002) Hehe est un astéroïde de la ceinture principale.

## Description
(200002) Hehe est un astéroïde de la ceinture principale. Il fut découvert le 6 mai 2007 à XuYi par le programme de relevé astronomique d'objets géocroiseurs de l'observatoire de la Montagne Pourpre (PMO NEO). Il présente une orbite caractérisée par un demi-grand axe de 2,41 UA, une excentricité de 0,16 et une inclinaison de 7,0° par rapport à l'écliptique.

## Nom
Hehe est un symbole chinois pour un bon mariage et l'amour de la famille.

Le mot a été inclus dans le nom de la Fondation culturelle de Suzhou.

## Compléments